# جوجو مویز
جوجو مویس (به انگلیسی: Jojo Moyes) (متولد ۴ اوت سال ۱۹۶۹ در لندن، انگلستان) روزنامه‌نگاری انگلیسی است که از سال ۲۰۰۲ به نوشتن رمان‌های عاشقانه مشغول است. او یکی از تنها چند نویسنده‌ای است که دو بار برنده جایزه سال رمان عاشقانه (Romantic Novel of the Year Award) توسط انجمن نویسندگان رمان‌های عاشقانه (Romantic Novelists' Association) گردیده و آثارش به ۱۱ زبان مختلف دنیا ترجمه شده‌اند.

## زندگی‌نامه

### زندگی و حرفه اولیه
پائولین سارا جو مویس در ۴ اوت سال ۱۹۶۹ در لندن، انگلستان متولد شد. او در رویال هالووی (Royal Holloway) دانشگاه لندن (University of London) و کالج نیو بدفورد دانشگاه لندن ( Bedford New College ) تحصیل کرد.
مویس در سال ۱۹۹۲ برنده یک بورس مالی از روزنامه ایندیپندنت برای شرکت در دوره کارشناسی ارشد روزنامه‌نگاری در دانشگاه شهر (City University) در لندن شد. او پس از آن به مدت ۱۰ سال (به جز یک سالی که در هنگ کنگ برای ساندی مورنینگ پست کار می‌کرد)، در سمت‌های مختلف برای روزنامه ایندیپندنت کار کرد و در سال ۱۹۹۸ دستیار سردبیر اخبار شد و در سال ۲۰۰۲ مسئول بخش هنر و رسانه شد.

### نوشتن به صورت حرفه‌ای
مویس در سال ۲۰۰۲ به رمان‌نویسی تمام وقت بدل گردید و اولین کتاب او با عنوان باران پناه دهنده منتشر شد. او همچنان به نوشتن مقالات برای روزنامه دیلی تلگراف مشغول است.
مویس یکی از معدود نویسندگانی است که تاکنون دو بار موفق به دریافت جایزه سال رمان عاشقانه از انجمن نویسندگان رمان‌های عاشقانه شده‌اند. او اولین بار در سال ۲۰۰۴ برای رمان میوه خارجی و بار دوم در سال ۲۰۱۱ برای رمان آخرین نامه از معشوق خود برنده این جایزه شد.
مویز در یک مزرعه در Great Sampford، Essex با شوهر روزنامه نگارش، چارلز آرتور و سه فرزند خود زندگی می‌کند.
در سال ۲۰۱۳ اعلام شد که Michael H. Weber و Scott Neustadter استخدام شده بودند تا اقتباسی از رمان من پیش از تو را بنویسند.

## کتابشناسی
- باران پناه دهنده (سر پناه بارانی)(۲۰۰۲)
- میوه خارجی (۲۰۰۳) (منتشر شده در ایالات متحده با عنوان Windfallen)
- رها در باد (۲۰۰۳)
- مرکز فروش طاووس  (بازار طاووس)(۲۰۰۴)
- کشتی عروس ها (۲۰۰۵)
- خلیج نقره‌ای (۲۰۰۷)
- موسیقی شب(آوای شب) (۲۰۰۸)
- اسب رقاص (اسب رقصان)(۲۰۰۹)
- آخرین نامه از معشوقت (آخرین نامه معشوق)(آخرین نامه از عاشق تو)(۲۰۱۰)
- من پیش از تو (۲۰۱۲)
- ماه عسل در پاریس (۲۰۱۲)
- دختری که رهایش کردی (۲۰۱۲)
- یک به علاوه یک (۲۰۱۴)
- پس از تو (من پس از تو)(۲۰۱۵)
- تک و تنها در پاریس (۲۰۱۷)
- باز هم من (هنوز هم من) (۲۰۱۸)
- بخشنده ستاره‌ها (ستاره بخش)(بخشنده ستارگان)(آن که به من ستاره بخشید)(۲۰۱۹)
- پا تو کفش دیگری (کفش‌هایش)(کفش‌های دیگری)(۲۰۲۳)